# بویستر
بویستر (به آلمانی: Beuster) یک منطقهٔ مسکونی در آلمان است که در زی‌هاوزن (آلتمارک) واقع شده‌است. بویستر ۵۱۰ نفر جمعیت دارد.